# Kraborovice
Kraborovice település Csehországban, a Havlíčkův Brod-i járásban. Kraborovice Vilémov, Běstvina, Uhelná Příbram, Heřmanice és Borek településekkel határos. Lakosainak száma 111 fő (2024. január 1.).

## Népesség
A település lakosságának változását az alábbi diagram mutatja:
| Lakosok száma | 547  | 461  | 374  | 299  | 174  | 102  | 97   | 96   | 106  | 111  |
|               | 1869 | 1890 | 1921 | 1950 | 1980 | 2001 | 2017 | 2019 | 2022 | 2024 |